# Jacobo Schaulsohn Numhauser
Jacobo Schaulsohn Numhauser (Santiago, 24 de febrero de 1917 – ibídem, 11 de septiembre de 1995) fue un abogado y político chileno, miembro del Partido Radical. Se desempeñó como parlamentario y fue presidente de la Cámara de Diputados en el período 1961-1962. Casado con Catalina Brodsky Berstein, tuvo cuatro hijos, siendo uno de ellos el también exdiputado Jorge Schaulsohn.
Estudió en el Liceo Manuel Barros Borgoño, para luego entrar a la Universidad de Chile a estudiar derecho. Obtuvo su título y realizó el juramento como abogado en 1941. Trabajó en la Intendencia de Santiago, fue Embajador de Chile durante la Asamblea de las Naciones Unidas celebrada en 1950, y se desempeñó como profesor en la Facultad de Derecho de su antigua casa de estudios.
Fue presidente de la Juventud Radical y dirigente de la Asamblea Nacional del partido. Fue elegido diputado por la Séptima Agrupación Departamental de Santiago en 1949, siendo reelecto en 1953, 1957 y 1961. En 1965 fue candidato a senador, pero no resultó elegido. Fue Presidente de la Cámara de Diputados entre el 24 de mayo de 1961 y el 18 de diciembre de 1962. 
En 1971 fue designado como miembro del Tribunal Constitucional. Su nombramiento surgió bajo un acuerdo entre el Senado y el Presidente de la República.
Participó en el anteproyecto de Ley de Educación Superior en la Universidad de Chile, realizado en 1981.

## Historial Electoral

### Elecciones parlamentarias de 1961
- Elecciones parlamentarias de 1961 para la 7ª Agrupación Departamental, Santiago.[2]

(Se consideran solo diez primeras mayorías, sobre 18 diputados electos)
| Candidato                        | Partido | Votos  | % | Resultado |
| -------------------------------- | ------- | ------ | - | --------- |
| Hugo Rosende Subiabre            | PCU     | 17 299 | - | Diputado  |
| Jacobo Schaulsohn Numhauser      | PR      | 11 615 | - | Diputado  |
| José Luis Cademartori Invernizzi | PCCh    | 10 910 | - | Diputado  |
| Enrique Edwards Orrego           | PL      | 8 216  | - | Diputado  |
| César Godoy Urrutia              | PCCh    | 7 936  | - | Diputado  |
| Juan Martínez Camps              | PR      | 6 901  | - | Diputado  |
| José Musalem Saffie              | PDC     | 6 536  | - | Diputado  |
| Carlos Morales Abarzúa           | PR      | 6 349  | - | Diputado  |
| Rafael Agustín Gumucio Vives     | PDC     | 5 339  | - | Diputado  |
| Mario Hamuy Berr                 | PDC     | 4 924  | - | Diputado  |

### Elecciones parlamentarias de 1965
- Elecciones parlamentarias de 1965 a Senador por la Cuarta Agrupación Provincial, Santiago Período 1965-1973 (Fuente: Dirección del Registro Electoral, Domingo 7 de marzo de 1965)

| Candidato                    | Partido | Votos   | %     | Resultado |
| ---------------------------- | ------- | ------- | ----- | --------- |
| Hugo Rosende Subiabre        | PCU     | 30.847  | 3,39  |           |
| Ismael Pereira Lyon          | PCU     | 11.612  | 1,28  |           |
| Javier Echeverría Alessandri | PCU     | 26.222  | 2,88  |           |
| Ángel Faivovich Hitzcovich   | PR      | 54,174  | 5,95  |           |
| Jacobo Schaulsohn Numhauser  | PR      | 37.057  | 4,07  |           |
| Volodia Teitelboim Volosky   | PC      | 120.028 | 13,19 | Senador   |
| Jorge Prat Echaurren         | AN      | 44.942  | 4,94  |           |
| Hugo Gálvez Gajardo          | AN      | 10.345  | 1,14  |           |
| Rafael Agustín Gumucio Vives | PDC     | 116.479 | 12,79 | Senador   |
| Tomás Reyes Vicuña           | PDC     | 126,513 | 13,9  | Senador   |
| José Musalem Saffie          | PDC     | 234.460 | 25,76 | Senador   |
| Luis Quinteros Tricot        | PS      | 28.642  | 3,15  |           |
| Carlos Altamirano Orrego     | PS      | 65.767  | 7,56  | Senador   |